# Manuel Vilageliu Clavel
Manuel Vilageliu Clavel (Aravaca, Madrid, 1816 - Barcelona, 15 de maig de 1892) fou un militar carlí espanyol.
En la seva joventut serví en la companyia de guardaboscs reials, que fou extingida el 1835. Llavors ingressà a l'exèrcit carlí d'Aragó, prenent part en molts combats fins a aconseguir el grau de comandant, amb el qual emigrà a França en acabar aquella primera guerra carlina, en la que va rebre diverses ferides i va ser fet presoner per les tropes liberals fins que fou bescanviat el 1839.
El 1847 tornà a prendre les armes, servint a Catalunya a les ordes del general Castells, i el 1849 fou tinent coronel de cavalleria en l'exèrcit del general Cabrera. L'àmplia amnistia concedida per Isabel II va permetre Vilageliu i Clavel retornar de nou a Espanya el 1856.
El 1869 milità de nou a les ordes del general Gaeta i el 1872 fou nomenat comandant general dels carlins de Despeñaperros i en no poder allà encendre la guerra, es presentà a la Junta carlina de Barcelona, per a oferir els seus serveis, que foren acceptats, nomenant-se'l, el 1873, comandant general de la cavalleria carlina de Catalunya. Organitzà aquesta arma, distingint-se en l'acció d'Oristà, en la que lluità contra forces quintuplicades, a les que apressà el primer canó i deu mules.
Fou ascendit a general de brigada i se li concedí la creu de Sant Ferran, la placa roja del Mèrit Militar, la de Sant Hermenegild i les medalles de Carles III i de Berga.